# Національний театр Кенії
Національний театр Кенії (англ. Kenya National Theatre) відкрито в столиці Кенії, місті Найробі, в 1952 році; підпорядковується Культурному центру Кенії, який є напівавтономним агентством Міністерства національної спадщини та культури Кенії.

## Про театр
При театрі працює створена в 1968 році Національна театральна школа, в якій навчаються професійної майстерності драматурги, а також танцюристи і музиканти, що працюють в сфері традиційного мистецтва.
У 1959 році в театрі пройшов перший щорічний Кенійський театральний фестиваль, будинком для якого театр залишався до 1982 року, після якого фестиваль став проводитися по черзі у всіх восьми провінціях Кенії.
У грудні 2013 року театр закрився на ремонт, який планується завершити протягом 8 місяців. Оновлення театру включено в загальну програму заходів з відзначення 50-річчя незалежності Кенії. Витрати у розмірі ста мільйонів шилінгів взяла на себе пивоварна компанія East African Breweries.